# Rachel van Kooij

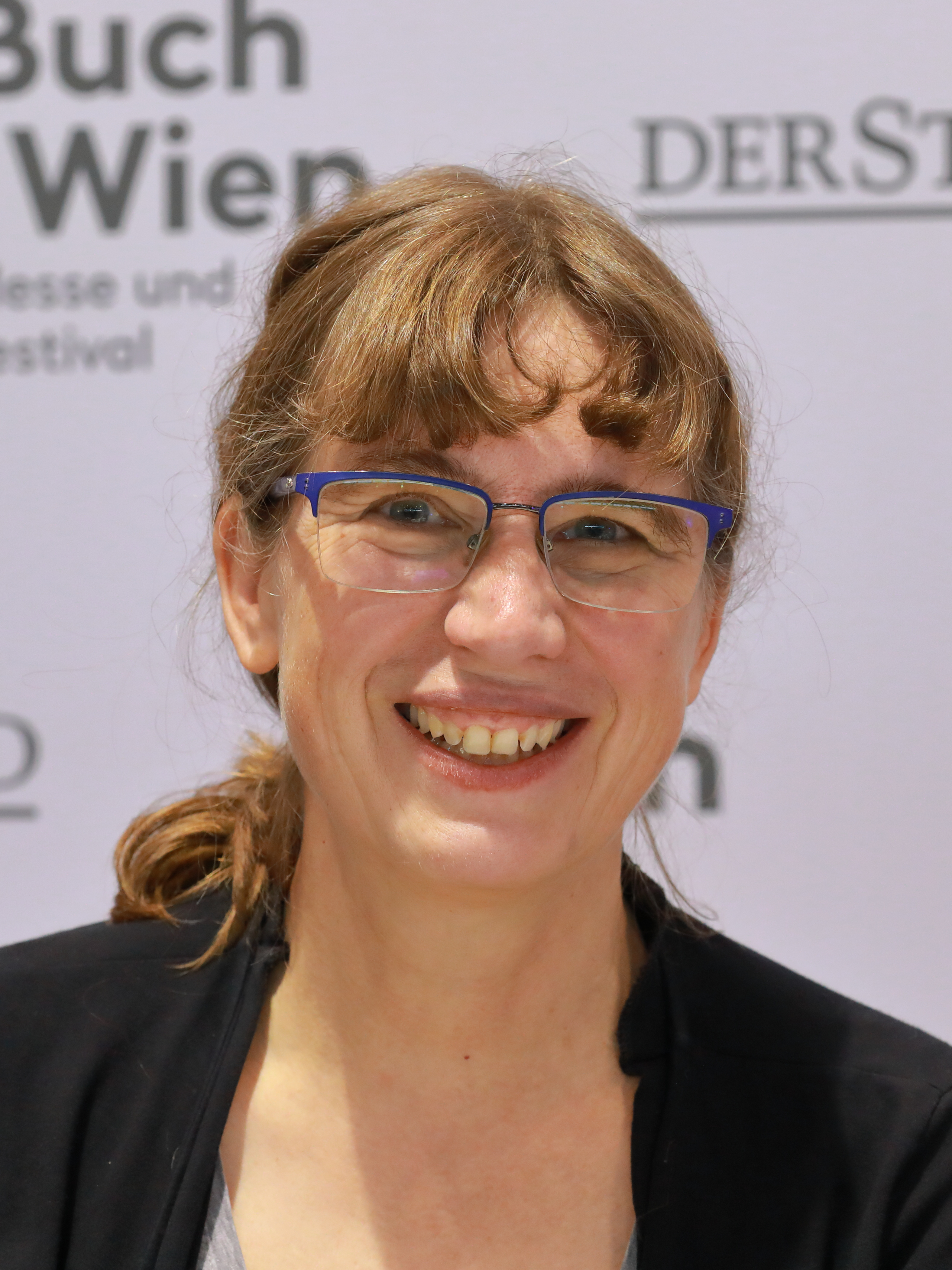
Rachel van Kooij

Rachel van Kooij (* 1968 in Wageningen, Niederlande) ist eine österreichische Kinder- und Jugendbuchautorin niederländischer Herkunft.

## Leben
Van Kooij lebt seit 1978 in Österreich. Nach der Matura studierte sie Pädagogik und Heil- und Sonderpädagogik in Wien. Sie lebt in Klosterneuburg und arbeitet als Behindertenbetreuerin.

## Werke
- Jonas, die Gans. Illustriert von Susanne Wechdorn, Jungbrunnen, Wien 2000, ISBN 3-7026-5721-5.[1]
- Das Vermächtnis der Gartenhexe. Jungbrunnen, Wien 2002, ISBN 3-7026-5744-4.
- Kein Hundeleben für Bartolomé. Jungbrunnen, Wien 2003, ISBN 3-7026-5753-3.
- Der Kajütenjunge des Apothekers. Jungbrunnen, Wien 2005, ISBN 3-7026-5765-7.
- Nora aus dem Baumhaus. Jungbrunnen, Wien 2007, ISBN 3-7026-5784-3.
- Klaras Kiste. Jungbrunnen, Wien 2008, ISBN 978-3-7026-5796-3.
- Eine Handvoll Karten. Jungbrunnen, Wien 2010, ISBN 978-3-7026-5817-5.
- Menschenfresser George. Das abenteuerliche Leben eines Hochstaplers. Jungbrunnen, Wien 2012, ISBN 978-3-7026-5845-8.
- Die andere Anna. Jungbrunnen, Wien 2014, ISBN 978-3-7026-5861-8.
- Beim Kopf des weißen Huhns. Jungbrunnen, Wien 2016, ISBN 978-3-7026-5897-7.
- Herr Krähe muss zu seiner Frau. Jungbrunnen, Wien 2019, ISBN 978-3-7026-5936-3.
- Die weltwichtigste Briefmarke. Jungbrunnen, Wien 2022, ISBN 978-3-7026-5971-4.

## Auszeichnungen
- 2002 Mira-Lobe-Stipendium
- 2005 Kinderbuchpreis der Stadt Wien für Der Kajütenjunge des Apothekers
- 2006 Österreichischer Staatspreis für Kinder- und Jugendliteratur für Der Kajütenjunge des Apothekers
- 2008 IBBY Auswahlliste für Der Kajütenjunge des Apothekers